# 흐라데츠크랄로베주

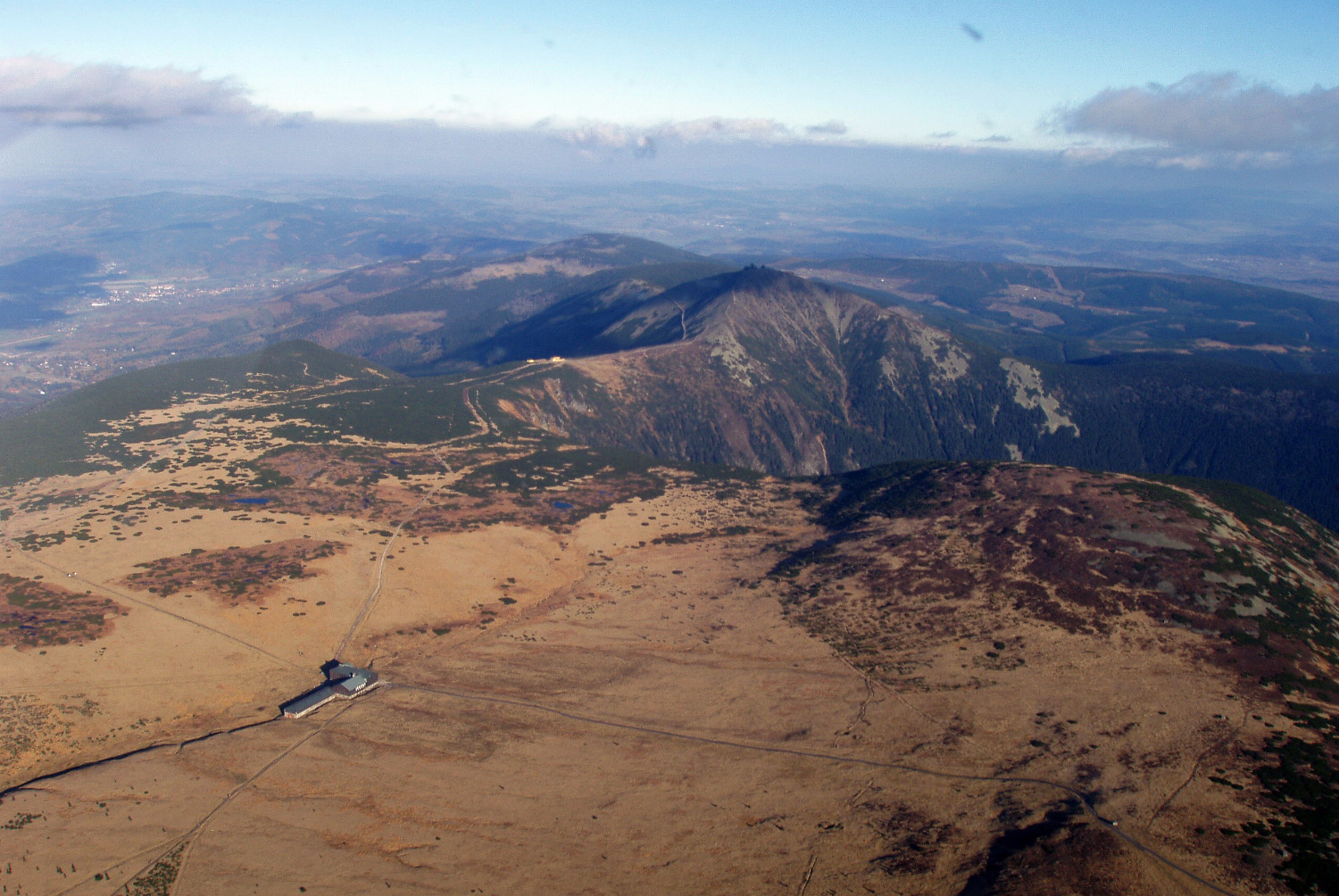
스네슈카 산 정상 부근

흐라데츠크랄로베 주의 위치

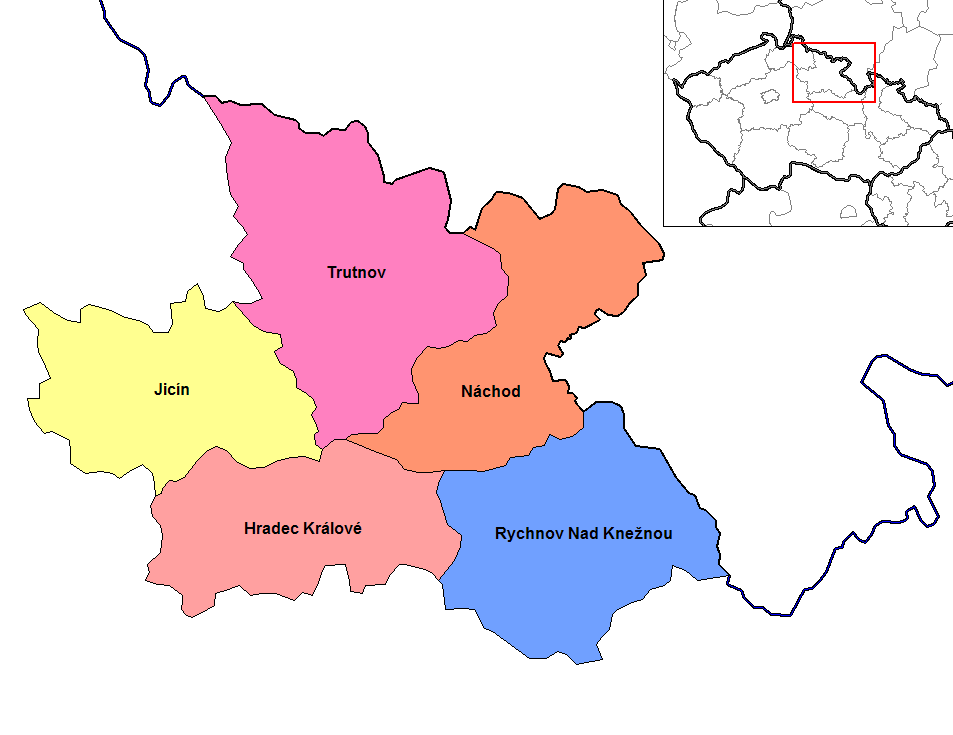
흐라데츠크랄로베 주가 관할하는 구

흐라데츠크랄로베주(체코어: Královéhradecký kraj 크랄로베흐라데츠키 크라이[*])는 체코 보헤미아 지방 북동부에 위치한 주로, 주도는 흐라데츠크랄로베이며 면적은 3,163km2, 인구는 447,848명(2011년 3월 기준), 인구 밀도는 142명/km2이다. 5개 구(흐라데츠크랄로베구, 이친구, 나호트구, 리흐노프나트크네주노우구, 트루트노프구)를 관할한다.
남쪽으로는 파르두비체 주, 남서쪽으로는 중앙보헤미아 주, 서쪽으로는 리베레츠 주와 접하며 북쪽으로는 폴란드와 국경을 접한다.

주기
주 문장

## 인구
| 연도                        | 인구    | ±%    |
| --------------------------- | ------- | ----- |
| 1950                        | 531,533 | —     |
| 1961                        | 540,838 | +1.8% |
| 1970                        | 540,337 | −0.1% |
| 1980                        | 561,385 | +3.9% |
| 1991                        | 552,809 | −1.5% |
| 2001                        | 550,724 | −0.4% |
| 2014                        | 551,689 | +0.2% |
| 2019                        | 551,021 | −0.1% |
| 출처: 1950–2001; 2014; 2019 |         |       |